# コイルドコイル

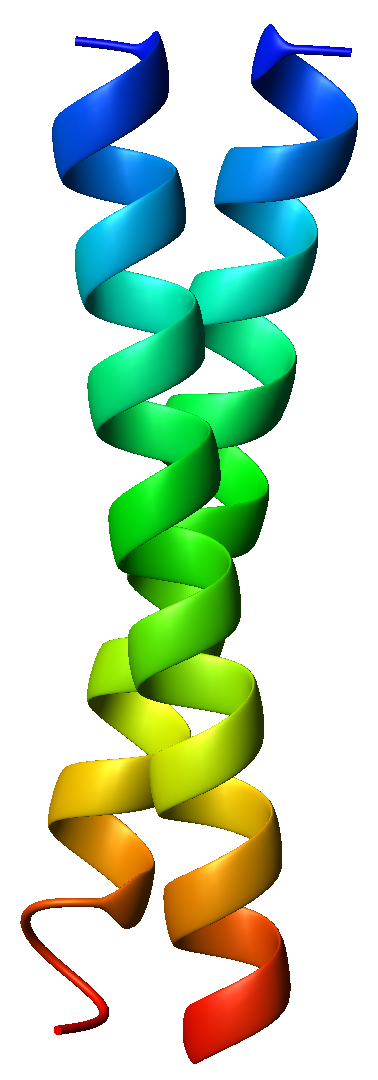
古典的なコイルドコイルの例の1つ、GCN4ロイシンジッパー。平行、左巻きの一量体である。

コイルドコイル（英語: coiled coil）はタンパク質の構造モチーフの1つで、2つから7つのαヘリックスがロープのように巻いた形をしている。コイルドコイル構造を持つタンパク質には、遺伝子発現を制御するものや転写因子など、重要な生物学的機能を持つものが多い。代表的なものにがん遺伝子由来のc-fos、junや筋肉中のトロポミオシンがある。

## コイルドコイルの分子構造
コイルドコイルは H P P H P P Pという7残基の繰り返しを必ず含んでいる。ここでHは親水性アミノ酸、Pは疎水性アミノ酸である。ヘリックスと相互作用する領域にはロイシンジッパーなどの疎水性残基が多い。原形質のような水溶液中で2つのヘリックスを結合させる簡単な方法は、疎水性残基同士を内側に向けて貼り合わせることである。これで疎水性の面がなくなることが、二量化への熱力学的な原動力になっている。
αヘリックスは平行、または逆平行に配置し、左巻きのスーパーコイルを形成している。また数は少ないが右巻きのコイルドコイルも天然に存在する。

## コイルドコイルの生物学的役割

### HIVウイルスの侵入への役割

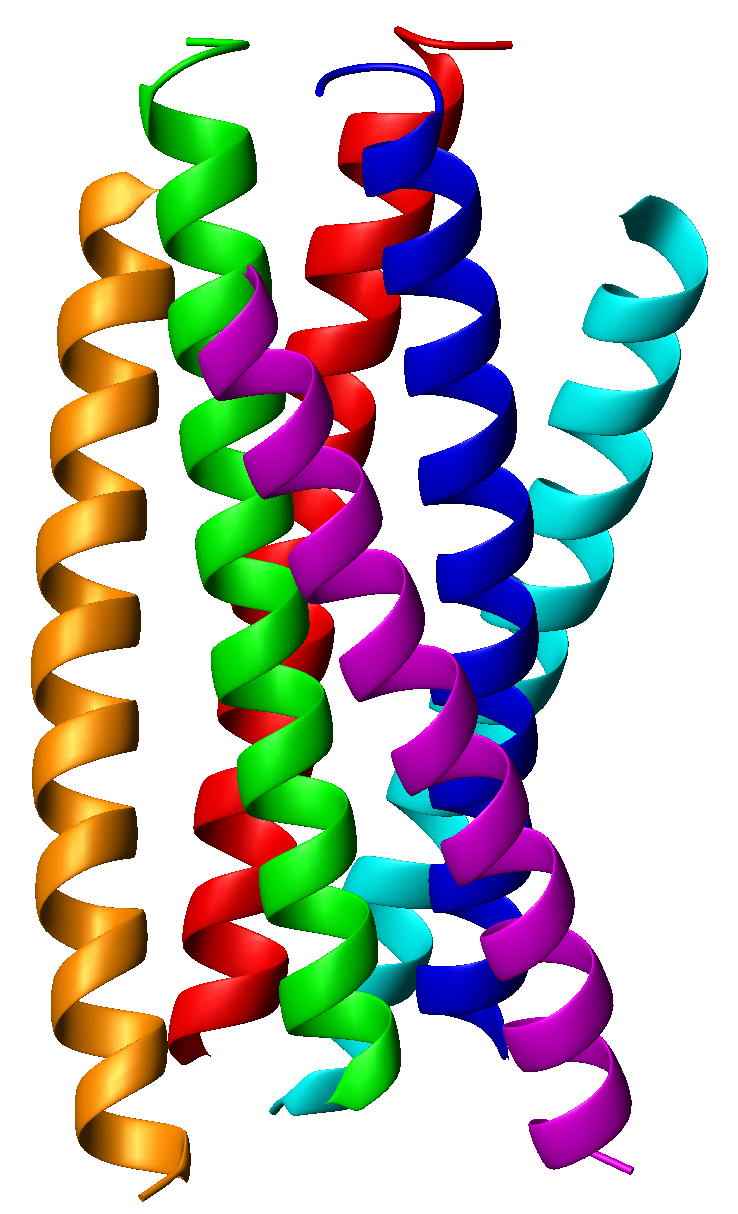
Gp41六量体の側面図

HIVウイルスはヒトの細胞に侵入する際に、3つの平行ヘリックスからなるコイルドコイル構造を持つ糖タンパク質 gp41を生産する。gp41の表面は普段はgp120という別のタンパク質に覆われ、抗体から守られている。HIVが標的の細胞に付着するとgp120が構造変化を起こしてgp41が露出し、gp41のN末端にある疎水性領域が細胞膜を貫通する。gp41の他の3つのヘリックスがコイルドコイルと合わさって6量体になり、ウイルスの膜と細胞膜を融合できるくらいに引き付ける。ウイルスはそうして細胞中に侵入し、複製を開始する。近年、gp41に結合するFuzeonの様な阻害剤も発見されている。

### 微生物細胞接着の役割
グラム陰性菌は三量体型オートトランスポーターアドヘシン (trimeric autotransporter adhesin, TAA) を細胞表層に発現することで，それぞれに特異的な表面に付着する。このTAAは主に七回周期のへリックスからなるコイルドコイルからなる。

### 二量化タグとしてのコイルドコイル
その特異的な相互作用のために、コイルドコイルは二量化の「タグ」としても利用されている。また，これを改変し，三量体化，もしくは四量体化のタグとしても利用されている。

## 研究の歴史
αケラチン構造中のコイルドコイル構造の存在の可能性は1952年にフランシス・クリックによって初めて指摘された。驚くべきことに、これは、ライナス・ポーリングらによって1951年にαヘリックスの構造が提唱された直後のことだった。